# Rzeszów Baranówka
Rzeszów Baranówka – przystanek osobowy w Rzeszowie, w województwie podkarpackim, zlokalizowany w dzielnicy Baranówka.
Przystanek uruchomiono 3 września 2023 roku.